# Palenge
Palenge est un hameau de la commune belge de Durbuy situé en Région wallonne dans la province de Luxembourg.
Avant la fusion des communes, il faisait partie de la commune de Septon.

## Situation
Cette localité sise à la limite de le Famenne et de la Calestienne se situe entre les villages de Septon, Borlon et la ville Durbuy qui est distante de 3,5 km.

## Description
Le hameau est essentiellement formé de maisons et de fermes bâties soit en pierre calcaire soit en brique. Parmi ces fermes, l'imposante ferme en carré du Mérou construite en pierre calcaire et recouverte de tuiles rouges domine la localité.
La petite église consacrée à Notre-Dame de la Visitation est construite en pierre calcaire et est recouverte partiellement d'ardoises. Elle est précédée d'une grotte artificielle dédiée à Notre-Dame de Lourdes.

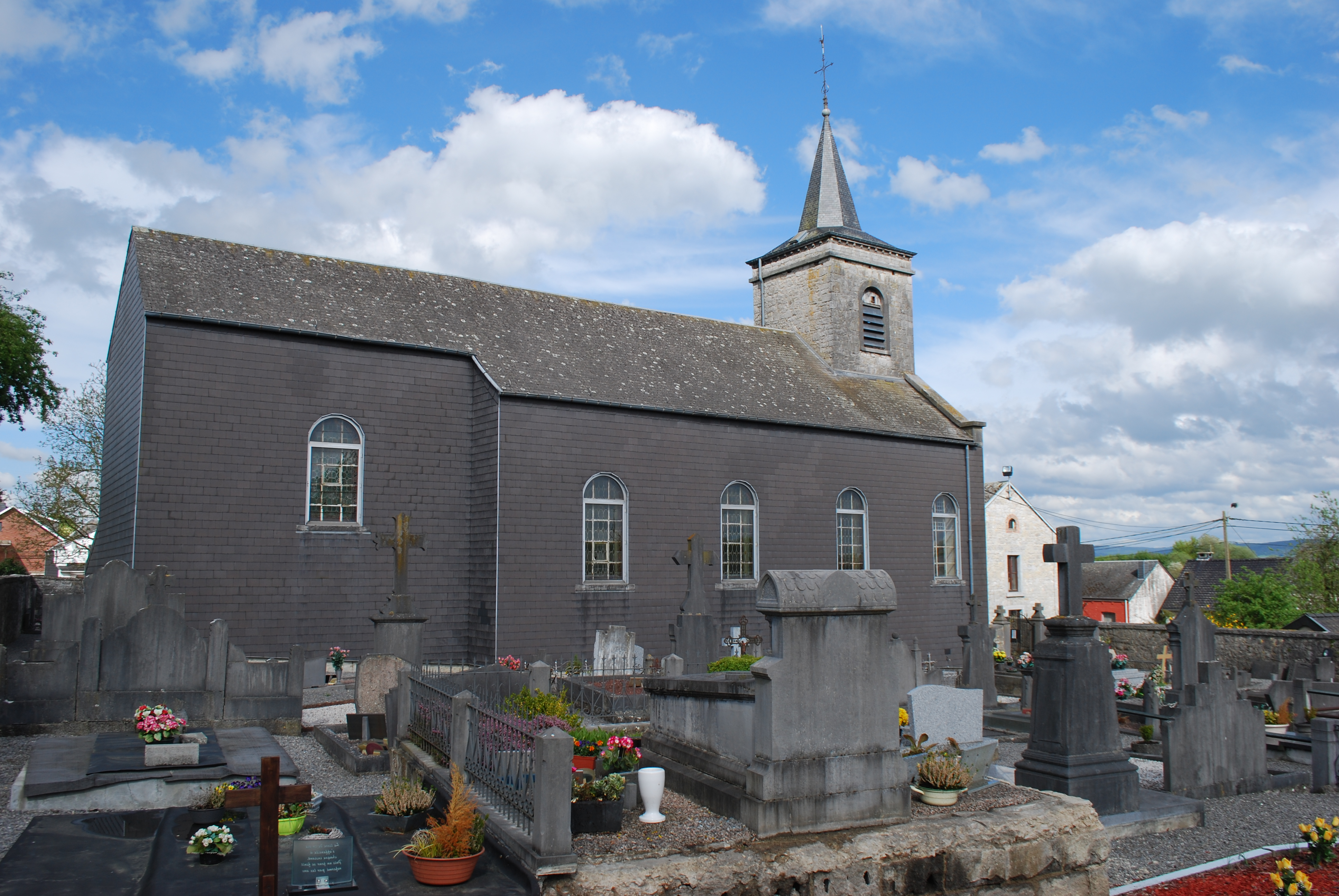
L'église Notre-Dame de la Visitation

## Activités
Palenge compte plusieurs gîtes ruraux et chambres d'hôtes.
Au lieu-dit À la Forge, se trouve un important atelier de construction métallique.